# مرتضى باشايي
مرتضى پاشايي (بالفارسية: مرتضی پاشایی) (13 أغسطس 1984 - 14 نوفمبر 2014) كان موسيقار وملحن ومغني البوب إيراني.
ولد ونشأ في طهران، وكان طالب دراسات عليا في قسم التصميم الجرافيك.
وكان مهتماً بالموسيقى منذ طفولته حيث بدأ العزف على القيثارة عندما كان عمره 14 عاما. تم تشخيص حالته بأنه مصاب بسرطان في سنة 2013 وتدهورت حالته الصحية بسرعة بعد ذلك؛ وفي 14 نوفمبر عام 2014م، توفي مرتضى باشايي في مستشفى «بهمن» بطهران عن عمر يناهز 30 عاما بعد صراع مع مرض سرطان المعدة.

## الأعمال الغنائية
- (2012) هناك واحد (بالفارسية:يكي هست)
- (2013) الوردة الفريدة (بالفارسية:گل بيتا)
- (2014) اسمه الحب (بالفارسية:اسمش عشقه)

.....
🎵 بعض من أبرز الأغاني المنفردة
هذه قائمة مختارة لعدد من أغنياته التي نالت شهرة واسعة:
“یکی هست” (Yeki Hast) – أشهر أغانيه عام 2011  
“برگرد بیا” (Bia Bargard) – من عام 2012  
“دروغ دوست داشتنی” (Dorogh Dost Dashtani) – 2012  
“نگران منی” (Negarane Mani) – 2014  
“یادم باشی” (Yadam Bashi) – بعد وفاته عام 2015  

همام